# Jacinta Duncan
Jacinta Duncan es una educadora científica australiana que creció en tierras agrícolas marginales en el área de Millewa, en el extremo noroeste de Victoria, Australia.  Trabajando junto a su padre, Duncan aprendió ganadería y cómo cultivar trigo y cebada mientras su madre, una maestra de primaria, le enseñó música, francés y la llevó a aprender ballet. Duncan dice que «la importancia de una mente inquisitiva y una educación sólida siempre ha estado a la vanguardia de mi vida». 

## Educación y carrera
Completando una Licenciatura en Ciencias Biológicas en la Universidad La Trobe, Duncan se especializó en bioquímica y botánica. Su año de honores se centró en el mecanismo de defensa natural en las plantas, en particular, la producción de fitoalexinas para detener el crecimiento de hongos invasivos. 
Su carrera en la ciencia comenzó con un puesto como bióloga molecular en los laboratorios de genética de poblaciones del profesor Ary Hoffman. Ella investigó la propagación natural de una infección bacteriana en la mosca de la fruta. Esta infección por Wolbachia se transmite a través de la línea femenina. Cuando los machos infectados se aparean con hembras no infectadas, la progenie no sobrevive. De esta manera la infección se propaga rápidamente. Recientemente, los científicos han logrado usar la bacteria Wolbachia para controlar los brotes de fiebre del dengue. Los mosquitos son un vector para el virus que causa el dengue. Los científicos han manipulado la Wolbachia para que bloquee el crecimiento del virus dentro del mosquito. Como resultado, se detiene la transmisión de la enfermedad. La liberación de una población de estos mosquitos infectados ha dado lugar a que la población de mosquitos silvestres se infecte, disminuyendo la incidencia de la fiebre del dengue. 
Duncan luego pasó a un puesto de investigación en el Departamento de Agricultura, donde su proyecto se centró en el control biológico de los ácaros de las patas rojas. Mientras estaba de vacaciones en el extranjero, Duncan tomó la decisión de regresar a Australia y completar un Diplomado de Educación en la Universidad de Melbourne. Ella expresa: «nada puede describir ese momento cuando te das cuenta de que has encontrado la vocación de tu vida».[cita requerida]

## Carrera reciente
Después de siete años de enseñanza de biología, química, ciencias y matemáticas en una variedad de escuelas, incluidos tres años de enseñanza en una escuela local en Indonesia, Duncan se unió al Centro de Acceso a la Tecnología Genética como Oficial de Educación, diseñando y entregando programas que muestran las ciencias de la vida contemporánea. Durante este tiempo, fue autora de capítulos para el libro de biología de «Nelson VCE». También introdujo recursos de aprendizaje que permiten a los estudiantes victorianos acceder a las herramientas de bioinformática y bases de datos utilizadas por los científicos en su investigación.[cita requerida]
Duncan es la Directora y Directora Ejecutiva del Centro de Acceso a la Tecnología Genética, un centro especializado en Ciencias y Matemáticas, financiado por el Departamento de Educación y Desarrollo de la Primera Infancia. El centro ofrece una serie de programas que sumergen a los estudiantes en el estudio de las ciencias de la vida contemporánea. Los estudiantes investigan sobre células, inmunología, enfermedades, medicina, agricultura, evolución y ciencias forenses y se dan cuenta de las investigaciones de vanguardia que surgen en los institutos de investigación de Victoria, como el «Walter and Eliza Hall Institute».[cita requerida]
La misión del centro es proporcionar experiencias atractivas para los estudiantes y ayudar a los maestros a mantener su currículo contemporáneo. Duncan dice: «esperamos involucrar a la próxima generación de científicos y promover una sociedad que participará en un debate informado».[cita requerida]